# چل‌سورسور
چل‌سورسور (به ترکی آذربایجانی: Chelsorsor) یک منطقهٔ مسکونی در جمهوری آذربایجان است که در شهرستان کردامیر واقع شده‌است.